# Paris (Film)
Paris ist ein US-amerikanischer Stummfilm aus dem Jahr 1926 mit Joan Crawford unter der Regie von Edmund Goulding. Der Film bedeutete für Joan Crawford den Durchbruch als Leading Lady. Das Studio hoffte, durch die erneute Zusammenarbeit von Goulding und Crawford an deren Erfolg von Charleston-Girls aus dem Vorjahr anknüpfen zu können.

## Handlung
Jerry ist ein reicher junger Amerikaner in Paris. Eines Tages trifft er The Girl, die als Tänzerin auftritt und verliebt sich in sie. The Girl ist unglücklich mit ihrem Liebhaber, The Cat, einem krankhaft eifersüchtigen Egomanen und Partner des Mädchens bei den gemeinsamen Auftritten. Beide arbeiten in einem Nachtclub und führen dort den Apachen-Tanz auf. In einem Anfall von Raserei sticht The Cat während eines Auftritts Jerry nieder. The Girl pflegt Jerry wieder gesund und beide verlieben sich ineinander. Am Ende entscheidet sich die junge Frau, bei ihrem bisherigen Liebhaber zu bleiben.

## Hintergrund
Joan Crawford wurde als Showgirl noch unter ihrem Geburtsnamen Lucille Le Sueur von einem Talentscout entdeckt, der ihr einen siebenmonatigen Filmvertrag mit der neu gegründeten Filmgesellschaft Metro-Goldwyn-Mayer vermittelte. Seit ihrer Ankunft im Januar 1925 hatte sie durch eiserne Disziplin und den Aufbau eines haltbaren Netzwerkes zuerst Statistenrollen ergattert. Innerhalb von weniger Wochen entdeckten die Studioverantwortlichen ihr Potential und veranlassten die Schauspielerin, den Künstlernamen Joan Crawford anzunehmen. Eine Nebenrolle an der Seite von Jackie Coogan in Alles für die Firma verschaffte ihr die Aufmerksamkeit des aufstrebenden Regisseurs Edmund Goulding, der Crawford schließlich für Charleston-Girls engagierte. Der Erfolg des Films verhalf Crawford zu wichtigen Rollen in einigen der weniger anspruchsvollen Filmen des Studios, die ihr Talent förderten und ihr die Gelegenheit gaben, ihre schauspielerischen Fähigkeiten zu entwickeln. In Paris übernahm sie bereits den Part der Leading Lady und wurde gleichberechtigt neben dem offiziellen Star Charles Ray angekündigt. Crawfords rasanter Aufstieg innerhalb von zwölf Monaten von der Statistin zu einer hoffnungsvollen jungen Schauspielerin mit dem Potential für einen künftigen Star wurde von der Fachpresse in den Rezensionen zu Paris ausdrücklich vermerkt. Allerdings bemängelten die Kritiker auch Crawfords mangelndes dramatisches Talent.
Paris vermittelt den Zuschauern eine idealisierte Vorstellung der Stadt als Ort von Sünde, moralisch bedenklichen Formen des offenen Zusammenlebens zwischen den Geschlechtern und freizügiger Sexualität. Besonders der Apachen-Tanz war in den 1920er Jahren eine beliebte Metapher für ungezügelte Leidenschaft und wilde Romantik. Meist waren die Tänze choreographierte Kurzgeschichten, die von der gewaltsamen Beziehung zwischen den Tänzern handelten und stilisierte Gewalt, Misshandlung und sogar Mord beinhaltete. Noch 1934 wurde in dem Al-Jolson-Musical Wonder Bar ein Apachen-Tanz aufgeführt, bei dem die Tänzerin ihren Partner am Ende sogar tatsächlich tötet. Die Szenen, in denen das Mädchen und die Katze einen solchen Apachen-Tanz aufführen, erlaubten es Crawford, ihre Begabung als Tänzerin unter Beweis zu stellen. Mit seiner Verweigerung eines Happy Ends ist Paris ungewöhnlich für die Filme der Zeit. Wie bereits in Sally, Irene and Mary hat auch hier der Crawford-Charakter kein Glück mit den Männern und endet mehr oder weniger tragisch.
Der Hauptdarsteller Charles Ray hatte 1926 den Zenit seiner Popularität bereits lange überschritten. Zu Beginn des Jahrzehnts war er recht bekannt für seine Darstellung etwas naiver junger Männer, die vom Land in die Stadt kommen, um dort allerlei peinliche Situationen zu überstehen. Der Versuch, wie Richard Barthelmess eine eigene Produktionsgesellschaft zu gründen, endete 1925 im finanziellen Desaster und Ray musste als schlecht bezahlter Angestellter von MGM die Schulden abbauen. Der Versuch, mit Paris ein Come-Back zu starten, scheiterte. Crawford berichtete später, wie verzweifelt und mutlos Ray während der Dreharbeiten gewesen sei. Die Sets wurden von Romaine de Tirtoff Erté entworfen, der damals für MGM arbeitete.
Einige Jahrzehnte später war Joan Crawford nicht mehr sehr angetan von ihrer Leistung, wie sie gegenüber Roy Newquist bekannte:

„Ich habe einen lausigen Job bemacht und übertrieben wie ein Schwachkopf.“

## Kinoauswertung
Mit Herstellungskosten von 198.000 US-Dollar war es eine für MGM-Standards durchschnittlich teure Produktion. Er spielte in den USA mit einer Summe von 275.000 Dollar eine geringe Summe ein. Mit den Auslandseinnahmen von 92.000 Dollar und einem kumulierten Gesamtergebnis von 367.000 Dollar konnte das Studio am Ende nur einen sehr geringen Gewinn in Höhe von 33.000 Dollar realisieren.

## Kritiken
Die Kritiker mochten den Film nicht.
Die Zeitschrift Photoplay bemängelte das fehlende Happy End:

„Wenn Sie kurz vor Schluss gehen, werden Sie den Film für eine aufregende Liebesgeschichte halten. Edmund Goulding, der den Film geschrieben und Regie geführt hat, macht eine Fehler, als er auf ein glückliches Ende verzichtet. Das Mädchen, wunderbar gespielt von Joan Crawford, hätte den jungen Mann heiraten sollen, der von Charles Ray amüsant und glaubhaft dargestellt wird. Stattdessen bleibt sie ihrem sadistischen Apachen Douglas Gilmore treu. Gut, aber nicht bis zum Schluss.“

„Skig“ in Variety war auch nicht angetan und spendete Joan Crawford ein etwas vergiftetes Lob, zumal sie als Statistin mehrfach für Norma  Shearer als Double einspringen musste:

„Ganz klar nur eine cineastische Idee von Paris und dem, was einem junge reichen Amerikaner dort passieren kann. Das Thema ist im Grunde leichte Komödie und gelegentlich wird diese auch erreicht, aber insgesamt wirkt es doch etwas dümmlich. Gerüchte über Miss Crawford unter den Filmfans wollen sie als aufsteigendes Talent sehen. Auf jeden Fall ist sie prächtig anzusehen (im Profil ähnelt sie Norma Shearer). Aber Miss Crawford muss auf jeden Fall mehr Talent zeigen um diese Vorschusslorbeeren zu verdienen. Ja, sie ist gut, aber zu viel Lob ist selten gut.“